# Sebastian Dürre
Sebastian „Porky“ Dürre (* 19. September 1977 in Hamburg) ist ein deutscher Musiker und Songwriter. Bekannt wurde er als MC und Haupt-Songwriter der Hamburger Band Deichkind.

## Ausbildung und Werdegang
Dürre wuchs in Hamburg-Bergedorf auf und legte seinen Realschulabschluss an der Schule Ernst-Henning-Straße ab. Von 1999 bis 2001 studierte er am Konservatorium Amsterdam. Danach war er mehrere Jahre als Bassist aktiv.
Im Jahr 2004 trat er der Band Deichkind bei und hatte sein musikalisches Debüt auf dem Album Aufstand im Schlaraffenland. Zu seinen wichtigsten künstlerischen Mentoren zählen Henrik Menzel sowie die verstorbenen Produzenten Andreas Herbig und Sebastian Hackert.

## Deichkind
Seit seinem Einstieg 2004 ist Dürre gemeinsam mit Philipp Grütering und Henning Besser prägende Kraft hinter der Band Deichkind. Als Songwriter und Performer war er maßgeblich an den folgenden Alben beteiligt:
- Aufstand im Schlaraffenland
- Arbeit nervt
- Befehl von ganz unten
- Niveau weshalb warum[6]
- Wer sagt denn das?
- Neues vom Dauerzustand

## Weitere Projekte
Neben seiner Arbeit mit Deichkind engagiert sich Dürre auch in weiteren musikalischen Projekten. Dazu zählen:
- Zuckerblitz – ein Solo-Projekt für Kinder, erschienen bei Universal Music
- Lass das Licht an (mit Seeed)
- Celebrate Youth (mit H-Blockx)
- L auf der Stirn (mit Beatsteaks)
- Laicos Naidem (mit Dyse)
- Görlitzer Park (mit K.I.Z.)
- Wir gehen dumm (mit Fatoni)
- Der Breite Massai (erschienen bei Pudelrecords)

## Auszeichnungen (Auswahl)

### ECHO Awards
- 2010 – Bestes Video National für Arbeit nervt
- 2013 – Beste Gruppe National für Befehl von ganz unten
- 2016 – Beste Gruppe National Rock/Pop für Niveau weshalb warum

### Gold- und Platin-Auszeichnungen (Deutschland)
- Arbeit nervt (Album) – Gold (2010)
- Befehl von ganz unten – Platin (2012)
- Niveau weshalb warum – Platin (2015)[7]
- Leider geil (Single) – Gold (2012)
- Luftbahn (Single) – Gold (2010)
- Bück dich hoch (Single) – Gold (2012)

### Preis für Popkultur
- 2016 – Beeindruckendste Live-Show
- 2018 – Lieblingsvideo (L auf der Stirn)
- 2019 – Lieblingsband, Lieblingslied und Lieblingsvideo

### Weitere Ehrungen
- 1LIVE Krone – Nominierung Beste Band (2012, 2015, 2019)
- Hamburger Kulturpreis (verliehen zwischen 2013 und 2015)
- GEMA-Preis (Status noch zu prüfen)

## Persönliches
Sebastian Dürre lebt in Schleswig-Holstein und ist weiterhin als freischaffender Musiker tätig.